# Ville Väisänen
Ville Väisänen (Oulu, 19 april 1977) is een voormalig profvoetballer uit Finland, die speelde als aanvaller. Hij beëindigde zijn actieve loopbaan in 2010 bij de Finse club OPS Oulu, waar hij op dat moment speler-coach was. Behalve in zijn vaderland speelde hij clubvoetbal in Engeland, Nederland (BV De Graafschap), Griekenland en Noorwegen.

## Interlandcarrière
Väisänen kwam in totaal vijf keer (één doelpunt) uit voor de nationale ploeg van Finland in de periode 2001–2003. Onder leiding van bondscoach Antti Muurinen maakte hij zijn debuut op 15 februari 2001 in de vriendschappelijke uitwedstrijd tegen Koeweit in Koeweit-Stad. Hij trad in dat duel na 64 minuten aan als vervanger van Jari Niemi. Zijn eerste en enige interlandtreffer maakte hij op dinsdag 20 februari 2001 in de vriendschappelijke uitwedstrijd tegen Oman (0-2).

## Erelijst
FC Haka
- Suomen Cup

2002